# Alfredo Bocanegra Varón
Alfredo Bocanegra Varón (Ibagué, Tolima; 4 de julio de 1964) es un político colombiano, abogado y PhD en Estudios Políticos de la Universidad Externado de Colombia. Ha sido Concejal del municipio de Ibagué, Representante a la Cámara del Departamento del Tolima por el Partido Conservador. Se desempeñó como Vicepresidente Jurídico de la Agencia Nacional de Infraestructura. También se desempeñó como director general de la Aeronáutica Civil durante el gobierno del presidente Juan Manuel Santos. Profesor de posgrado en varias universidades.

## Biografía
PhD. en Estudios Políticos de la Universidad Externado de Colombia https://www.uexternado.edu.co/ . Magíster en Ciencias Políticas de la Universitá Degli Studi di Salerno https://www.unisa.it/. Especialista en Instituciones Jurídico Políticas y Derecho Público de la Universidad Nacional. Abogado de la Universidad Católica de Colombia. Ha sido elegido Concejal de Ibagué y Presidente de la Corporación en 1998, en el cabildo presentó iniciativas transformadas en acuerdos municipales como el Estatuto Ecológico de Ibagué, incentivos tributarios por generación de empleo y lideró el debate que impidió la Concesión del IBAL.

### Trayectoria Pública
Fue Secretario de Gobierno Departamental del Tolima del entonces gobernador Guillermo Alfonso Jaramillo entre los años 2001 y 2003, fue coautor del Manual de Convivencia del Tolima - Código de Policía. Fue Vicepresidente Jurídico de la Agencia Nacional de Infraestructura - ANI 
Fue Gerente de la Empresa Ibaguereña de Acueducto y Alcantarillado IBAL, S.A,  E.S.P oficial, alcanzando excelentes resultados financieros y administrativos reconocidos por la Superintendencia de Servicios Públicos Domiciliarios, allí fundó los P.A.S. y rescató el proyecto de construcción del acueducto complementario para la ciudad de Ibagué. Durante décadas ha sido catedrático de las Universidad del Tolima y la Universidad Cooperativa de Colombia en los programas de economía en Ciencia Política, Derecho Constitucional General y Manejo y resolución de Conflictos. Y de posgrado en las Universidades Católica de Colombia y Universidad del Tolima. Fue asesor del despacho de la Dirección Nacional de Aerocivil en 2009.
Representante a la Cámara por el Tolima en el periodo constitucional 2010-2014, integrante de la Comisión primera de Asuntos Constitucionales y la legal de Acusaciones. Ponente colegiado de la ley 1448 de 2011, ley de víctimas y restitución de tierras, autor la tipificación de disparos al aire, defensor de la acción de tutela y autor del parágrafo del artículo 334 de la constitución, Acto legislativo 2 de 2011, sobre interpretación de la sostenibilidad fiscal respecto de preservar derechos fundamentales. Fue Vicepresidente Jurídico de la Agencia Nacional de Infraestructura - ANI. Se desempeñó como director general de la Unidad Administrativa Especial de Aeronáutica Civil - Aerocivil de 2016 a 2017.
En la XXII Asamblea General de la Comisión Latinoamericana de Aviación Civil - CLAC,  Realizada en Ibagué, Colombia, fue elegido por unanimidad Presidente de la CLAC durante el periodo 2016-2018.

## Publicaciones
- Manual de Derecho Constitucional General, Primera edición año 2000. Editorial Wilches.
- Segunda Edición Año 2012. Editorial jurídica Ibañez. Prólogo por Germán Vargas Lleras.
- Diccionario de la Terminología Política Colombiana.

## Reconocimientos
- 1992: Ganador Concurso Nacional Universitario de Oratoria.
- 2000: Medalla Antonio Nariño de los Derechos Humanos por la Personería de Ibagué.
- 2003: Orden al mérito policial.
- 2005: Medalla Inocencio Chincá.
- 2014: Medalla Militar Fé en la Causa por el Comando General de las Fuerzas Militares.